# Jar of Gems
Jar of Gems é um álbum dos melhores êxitos da banda Jars of Clay, lançado a 25 de Setembro de 2001.

## Faixas

### Disco 1
1. "Love Song for a Savior" (Bronleewe, Haseltine, Lowell, Mason) - 4:47
2. "Like a Child" (Bronleewe, Haseltine, Lowell, Mason) - 4:37
3. "Liquid" (Bronleewe, Cougle, DeJesus, Lowell, Mason) - 3:34
4. "Blind" (Haseltine, Lowell, Mason, Odmark) - 4:01
5. "Tea and Sympathy" (Haseltine, Hudson, Wells) - 4:48
6. "Flood" (Haseltine, Lowell, Mason, Odmark) - 3:33
7. "Five Candles (You Were There)" (Haseltine, Lowell, Mason, Odmark) - 3:51
8. "Unforgetful You" (Haseltine, Lowell, Mason, Odmark) - 3:23
9. "Collide" (Haseltine, Lowell, Mason, Odmark) - 4:47
10. "No One Loves Me Like You" (Haseltine, Lowell, Mason, Odmark) - 3:51
11. "Famous Last Words" (Haseltine, Lowell, Mason, Odmark) - 3:28
12. "Hand" (Haseltine, Lowell, Mason, Noel, Odmark) - 3:39

### Disco 2
1. "Unforgetful You" (Haseltine, Lowell, Mason, Odmark) - 3:28
2. "Can't Erase It" (Haseltine, Lowell, Mason, Odmark) - 3:11
3. "New Math" (Haseltine, Lowell, Mason, Odmark) - 3:21
4. "Collide" (Haseltine, Lowell, Mason, Odmark) - 4:15
5. "Grace" (Haseltine, Lowell, Mason, Odmark) - 3:52
6. "Coffee Song" (Haseltine, Lowell, Mason, Odmark) - 3:03
7. "Frail" [instrumental] (Haseltine, Lowell, Mason, Odmark) - 4:04

## Créditos
- Dan Haseltine – Vocal, percussão
- Matt Odmark – Guitarra acústica
- Stephen Mason – Guitarra elétrica
- Charlie Lowell – Piano, teclados